# Legionella
Legionella is een geslacht van bacteriën.
Legionella pneumophila is de voornaamste ziekteverwekker van legionellose, waarvan de legionellagriep en veteranenziekte varianten zijn. De wetenschappelijke naam verwijst naar de uitbraak van legionellose onder veteranen tijdens een congres van het American Legion in Philadelphia in 1976, die leidde tot de ontdekking van de ziekte.
Legionella bestaat uit meer dan veertig soorten. 
| Legionella adelaidensis Legionella anisa Legionella beliardensis Legionella birminghamensis Legionella bozemanii Legionella brunensis Legionella busanensis Legionella cherrii Legionella cincinnatiensis Legionella donaldsonii Legionella drancourtii Legionella drozanskii Legionella erythra Legionella fairfieldensis Legionella fallonii Legionella feeleii | Legionella geestiana Legionella gratiana Legionella gresilensis Legionella hackeliae Legionella israelensis Legionella jamestowniensis Legionella jordanis Legionella lansingensis Legionella londiniensis Legionella longbeachae Legionella lytica Legionella maceachernii Legionella micdadei Legionella monrovica Legionella nautarum Legionella oakridgensis | Legionella parisiensis Legionella pneumophila Legionella quateirensis Legionella quinlivanii Legionella rowbothamii Legionella rubrilucens Legionella sainthelensi Legionella santicrucis Legionella shakespearei Legionella spiritensis Legionella steigerwaltii Legionella taurinensis Legionella tucsonensis Legionella wadsworthii Legionella waltersii Legionella worsleiensis |